# 기술박물관 (스웨덴)
기술박물관(스웨덴어: Tekniska museet)은 스웨덴 스톡홀름에 있는 기술박물관이다.